# Droit administratif aux États-Unis
Le droit administratif des États-Unis (anglais : United States administrative law) est composé de nombre de statuts et par la jurisprudence qui définit l'étendue des pouvoirs et responsabilités que détiennent les agences du gouvernement fédéral des États-Unis. Certaines agences indépendantes peuvent se voir déléguer par le Congrès le pouvoir d'édicter des règlements, lesquels sont compilés dans le Code of Federal Regulations.
Il est possible de contester les décisions administratives de la plupart des agences et des départements, qui disposent, le cas échéant, d'un juge administratif spécifique. Lorsque toutes les voies de recours administratives ont été épuisées, le plaignant peut se tourner vers les juges fédéraux.

## Liste d'agences et de départements disposant de juges administratifs
- Administration de la sécurité sociale
- Coast Guard
- Commodity Futures Trading Commission
- Conseil national de la sécurité des transports
- Département de l'Agriculture
- Département de la Santé et des Services sociaux/Department Appeals Board
- Département de la Santé et des Services sociaux/Office of Medicare Hearings and Appeals
- Département du Logement et du Développement urbain
- Département de l'Intérieur
- Département de la Justice
- Département du Travail
- Département des Transports
- Drug Enforcement Administration
- Environmental Protection Agency
- Federal Aviation Administration
- Federal Communications Commission
- Federal Energy Regulatory Commission
- Federal Labor Relations Authority (en)
- Federal Maritime Commission
- Federal Mine Safety and Health Review Commission
- Federal Trade Commission
- Food and Drug Administration
- Commission du commerce international des États-Unis
- Merit Systems Protection Board
- National Labor Relations Board
- Occupational Safety and Health Review Commission (créée par l'Occupational Safety and Health Act (en) de 1970)
- Office of Financial Institution Adjudication
- Patent and Trademark Office
- Postal Service
- Securities and Exchange Commission
- Small Business Administration

## Source
- (en) Cet article est partiellement ou en totalité issu de l’article de Wikipédia en anglais intitulé « United States administrative law » (voir la liste des auteurs).